# (13) Egeria
(13) Egeria es un asteroide perteneciente al cinturón de asteroides descubierto por Annibale de Gasparis el 2 de noviembre de 1850 desde el observatorio de Capodimonte en Nápoles, Italia. Está nombrado por Egeria, una diosecilla de la mitología romana.

## Características orbitales
Egeria orbita a una distancia media de 2,577 ua del Sol, pudiendo acercarse hasta 2,361 ua y alejarse hasta 2,793 ua. Su inclinación orbital es 16,54° y la excentricidad 0,08379. Emplea en completar una órbita alrededor del Sol 1511 días.